# Campionati mondiali di slittino 2013
I Campionati mondiali di slittino 2013, quarantaquattresima edizione della manifestazione organizzata dalla Federazione Internazionale Slittino, si tennero l'1 e il 2 febbraio 2013 a Whistler, in Canada, sulla pista del Whistler Sliding Centre, la stessa sulla quale si svolsero le competizioni del bob, dello slittino e dello skeleton ai Giochi di Vancouver 2010; furono disputate gare in quattro differenti specialità: nel singolo uomini, nel singolo donne, nel doppio e nella prova a squadre.
Assoluta dominatrice del medagliere fu la nazionale tedesca, capace di conquistare tutti e quattro i titoli e ben otto medaglie sulle dodici assegnate in totale: quelle d'oro furono vinte da Felix Loch nel singolo uomini, al suo quarto trionfo dopo quelli ottenuti ad Oberhof 2008, a Lake Placid 2009 e ad Altenberg 2012, da Natalie Geisenberger nell'individuale femminile, dalla coppia formata da Tobias Wendl e Tobias Arlt nel doppio e dalla squadra composta dagli stessi Loch, Geisenberger, Wendl ed Arlt nella prova a squadre.
Oltre ai tedeschi Felix Loch, Natalie Geisenberger, Tobias Wendl e Tobias Arlt, che vinsero due medaglie d'oro, l'unico altro atleta che riuscì a salire per due volte sul podio in questa rassegna iridata fu la canadese Alex Gough.
Come nelle due edizioni precedenti, anche in questa vennero assegnati i titoli mondiali under 23 premiando gli atleti meglio piazzati nelle tre gare iridate del singolo uomini, del singolo donne e del doppio che non avevano ancora compiuto il ventitreesimo anno di età.

## Risultati

### Singolo uomini
La gara fu disputata il 1º febbraio nell'arco di due manches e presero parte alla competizione 41 atleti in rappresentanza di 21 differenti nazioni; campione uscente era il tedesco Felix Loch, che riuscì a bissare il titolo ottenuto nella precedente edizione, davanti ai connazionali Andi Langenhan, già due volte medaglia di bronzo iridata, e Johannes Ludwig.
La speciale classifica riservata agli under 23 vide primeggiare l'italiano Dominik Fischnaller sullo statunitense Taylor Morris ed il canadese John Fennell.
| Pos. | Atleti              | Nazione     | Tempo    | Distacco |
| ---- | ------------------- | ----------- | -------- | -------- |
|      | Felix Loch          | Germania    | 1'36"375 |          |
|      | Andi Langenhan      | Germania    | 1'36"750 | +0"375   |
|      | Johannes Ludwig     | Germania    | 1'36"775 | +0"400   |
| 4    | David Möller        | Germania    | 1'36"786 | +0"411   |
| 5    | Samuel Edney        | Canada      | 1'36"796 | +0"421   |
| 6    | Christopher Mazdzer | Stati Uniti | 1'37"124 | +0"749   |
| 7    | Al'bert Demčenko    | Russia      | 1'37"130 | +0"755   |
| 8    | Wolfgang Kindl      | Austria     | 1'37"169 | +0"794   |
| 9    | Inārs Kivlenieks    | Lettonia    | 1'37"181 | +0"806   |
| 10   | Daniel Pfister      | Austria     | 1'37"256 | +0"881   |

### Singolo donne
La gara fu disputata il 2 febbraio nell'arco di due manches e presero parte alla competizione 31 atlete in rappresentanza di 15 differenti nazioni; campionessa uscente era la tedesca Tatjana Hüfner, che concluse la prova al secondo posto, ed il titolo fu conquistato dalla connazionale Natalie Geisenberger, già altre quattro volte sul podio iridato e medaglia di bronzo ai Giochi di Vancouver 2010, mentre terza giunse la canadese Alex Gough, che bissò il bronzo ottenuto a Cesana Torinese 2011.
La speciale classifica riservata agli under 23 vide primeggiare la tedesca Aileen Frisch sulle canadesi Kimberley McRae ed Arianne Jones.
| Pos. | Atleti               | Nazione     | Tempo    | Distacco |
| ---- | -------------------- | ----------- | -------- | -------- |
|      | Natalie Geisenberger | Germania    | 1'13"428 |          |
|      | Tatjana Hüfner       | Germania    | 1'13"534 | +0"106   |
|      | Alex Gough           | Canada      | 1'13"546 | +0"118   |
| 4    | Anke Wischnewski     | Germania    | 1'13"658 | +0"230   |
| 5    | Aileen Frisch        | Germania    | 1'13"815 | +0"387   |
| 6    | Erin Hamlin          | Stati Uniti | 1'13"856 | +0"428   |
| 7    | Kimberley McRae      | Canada      | 1'13"939 | +0"511   |
| 8    | Arianne Jones        | Canada      | 1'13"949 | +0"521   |
| 9    | Julia Clukey         | Stati Uniti | 1'13"984 | +0"556   |
| 10   | Elīza Tīruma         | Lettonia    | 1'13"995 | +0"567   |

### Doppio
La gara fu disputata il 1º febbraio nell'arco di due manches e presero parte alla competizione 46 atleti in rappresentanza di 13 differenti nazioni; campioni uscenti erano i fratelli austriaci Andreas e Wolfgang Linger, che conclusero la prova al terzo posto, ed il titolo fu conquistato dai tedeschi Tobias Wendl e Tobias Arlt, già medaglie d'argento ad Oberhof 2008, davanti ai connazionali Toni Eggert e Sascha Benecken, che bissarono il secondo posto ottenuto nella scorsa edizione.
La speciale classifica riservata agli under 23 vide primeggiare i canadesi Tristan Walker e Justin Snith sugli italiani Ludwig Rieder e Patrick Rastner ed i russi Andrej Bogdanov ed Andrej Medvedev.
| Pos. | Atleti                               | Nazione  | Tempo    | Distacco |
| ---- | ------------------------------------ | -------- | -------- | -------- |
|      | Tobias Wendl Tobias Arlt             | Germania | 1'12"842 |          |
|      | Toni Eggert Sascha Benecken          | Germania | 1'13"042 | +0"200   |
|      | Andreas Linger Wolfgang Linger       | Austria  | 1'13"268 | +0"426   |
| 4    | Tristan Walker Justin Snith          | Canada   | 1'13"346 | +0"504   |
| 5    | Peter Penz Georg Fischler            | Austria  | 1'13"449 | +0"607   |
| 6    | Andris Šics Juris Šics               | Lettonia | 1'13"458 | +0"616   |
| 7    | Christian Oberstolz Patrick Gruber   | Italia   | 1'13"504 | +0"662   |
| 8    | Vladislav Južakov Vladimir Machnutin | Russia   | 1'13"567 | +0"725   |
| 9    | Ludwig Rieder Patrick Rastner        | Italia   | 1'13"568 | +0"726   |
| 10   | Oskars Gudramovičs Pēteris Kalniņš   | Lettonia | 1'13"589 | +0"747   |

### Gara a squadre
La gara fu disputata il 2 febbraio ed ogni squadra nazionale poté prendere parte alla competizione con una sola formazione; nello specifico la prova vide la partenza di una "staffetta" composta da un singolarista uomo ed uno donna, nonché da un doppio per ognuna delle 12 formazioni in gara, che scesero lungo il tracciato consecutivamente senza interruzione dei tempi tra un atleta e l'altro; il tempo totale così ottenuto laureò campione la nazionale tedesca di Felix Loch, Natalie Geisenberger, Tobias Wendl e Tobias Arlt davanti alla squadra canadese formata da Samuel Edney, Alex Gough, Tristan Walker e Justin Snith ed a quella lettone composta da Inārs Kivlenieks, Elīza Tīruma, Andris Šics e Juris Šics.
| Pos. | Squadra       | Atleti                                                                       | Tempo    | Distacco |
| ---- | ------------- | ---------------------------------------------------------------------------- | -------- | -------- |
|      | Germania      | Felix Loch Natalie Geisenberger Tobias Wendl / Tobias Arlt                   | 2'03"826 |          |
|      | Canada        | Samuel Edney Alex Gough Tristan Walker / Justin Snith                        | 2'04"272 | +0"446   |
|      | Lettonia      | Inārs Kivlenieks Elīza Tīruma Andris Šics / Juris Šics                       | 2'04"854 | +1"028   |
| 4    | Austria       | Wolfgang Kindl Nina Reithmayer Andreas Linger / Wolfgang Linger              | 2'04"862 | +1"036   |
| 5    | Stati Uniti   | Christopher Mazdzer Erin Hamlin Matthew Mortensen / Preston Griffall         | 2'04"866 | +1"040   |
| 6    | Italia        | Dominik Fischnaller Sandra Gasparini Christian Oberstolz / Patrick Gruber    | 2'05"154 | +1"328   |
| 7    | Russia        | Al'bert Demčenko Aleksandra Rodionova Vladislav Južakov / Vladimir Machnutin | 2'05"193 | +1"367   |
| 8    | Polonia       | Maciej Kurowski Ewa Kuls Patryk Poręba / Karol Mikrut                        | 2'06"337 | +2"511   |
| 9    | Slovacchia    | Jozef Ninis Viera Gbúrová Ján Harniš / Branislav Regec                       | 2'06"829 | +3"003   |
| 10   | Corea del Sud | Kim Dong-Hyeon Sung Eun-Ryung Park Jin-yong / Kwon Ju-hyeok                  | 2'11"975 | +8"149   |

## Medagliere
| Posizione | Nazione  | Oro | Argento | Bronzo | Totale |
| --------- | -------- | --- | ------- | ------ | ------ |
| 1         | Germania | 4   | 3       | 1      | 8      |
| 2         | Canada   | 0   | 1       | 1      | 2      |
| 3         | Austria  | 0   | 0       | 1      | 1      |
| 3         | Lettonia | 0   | 0       | 1      | 1      |
| Totale    | Totale   | 4   | 4       | 4      | 12     |